# Szuperhősök – Új generáció
A Szuerhősök – Új generáció (angol címén: Amazing Extraordinary Friends) színes, új-zélandi televíziós filmsorozat. A sorozatot először 2006 és 2010 között Új-Zélandon a TV2 (TVNZ), 2012 és 2013 között Magyarországon a Megamax adta le.

## Ismertető
A sorozat főhősei: szuperhősök. A legfőbb szereplő: Ben Wilson, aki egy tinédzser, aki egy átlagos személy. Az életében pillanatok alatt egy nagy változás történik, ahogy észreveszi saját magát, hogy van neki egy olyan, amely misztikus. Erről megtapasztalja, hogy olyan képességei vannak, amelyek fantasztikusak.

## Szereplők
- Ben (Carl Dixon)
- ICE (Tyler-Jane Mitchel)
- Vicki Van Horton (Hannah Marshall)
- Harry (David McPhail)
- Shani (Robyn Maclean)
- Dave (John Leigh)
- Renfield (Stuart Devenie)
- (Patrick Morrison)
- (Jim McLarty)
- (Peter Feeney)

## Magyar hangok
| Szerep           | Színész            | Magyar hang |
| ---------------- | ------------------ | ----------- |
| Ben              | Carl Dixon         | ???         |
| ICE              | Tyler-Jane Mitchel | ???         |
| Vicki Van Horton | Hannah Marshall    | ???         |
| Harry            | David McPhail      | ???         |
| Shani            | Robyn Maclean      | ???         |
| Dave             | John Leigh         | ???         |
| Renfield         | Stuart Devenie     | ???         |

## Epizódok
1. Az ébredés 1. rész (The Kawakening part 1.)
2. Az ébredés 2. rész (The Kawakening part 2.)
3. Éjfél mente (Enter Nightite)